# ヒューレット・パッカード・エンタープライズ
ヒューレット・パッカード・エンタープライズ（Hewlett Packard Enterprise、HPE）は、2015年11月1日のヒューレット・パッカードの会社分割によりHP Inc.とともに誕生したアメリカ合衆国の企業である。サーバー等の企業向け（エンタープライズ）ハードウェアの製造・開発およびサービスを行う。
日本法人は日本ヒューレット・パッカード合同会社。
同社のスローガンは、"Accelerating Next"。

## 概要
本社の所在地は、カリフォルニア州サンノゼ市アメリカ・センター・ドライブ6280番地である。2020年12月1日に、本社をテキサス州ヒューストンに移転する計画を発表した。
HPEはHP Inc.とともにフォーチュン500にリストされている。HP Inc.がヒューレット・パッカードの株取引の履歴とニューヨーク証券取引所のティッカーシンボルHPQを引き継いでおり、HPEのティッカーシンボルはHPEである。
総合IT企業であったヒューレット・パッカードはPCやプリンタ事業、サーバ・ネットワーク・ストレージ事業、ITサービス事業、データ解析やセキュリティなどのソフトウェア事業を切り離し、スリム化することで各事業が独立して迅速な経営を行うダウンサイジングの方向に進んでいる。HP Inc.はパソコンとプリンタ、HPEは企業向けサーバ・ネットワーク・ストレージの製造・開発に経営資源を集中している。総合IT企業のライバルであるDellはパソコンからネットワーク、ストレージ、サーバ、ソフトウェアまでを手がける（ITサービス部門は売却）。もう一つの総合IT企業のライバルであったIBMは、非中核ハードウェア事業（パソコンやPCサーバ）を切り離し、ITサービスやソフトウェアと一部の独自規格ハードウェアに専念する方向へ進んでいる。

## 社名
現在の社名は「Hewlett Packard Enterprise Company」であり、2014年までのヒューレット・パッカード時代の英語表記「Hewlett-Packard」からハイフンが取り除かれていることに注意が必要である。

## 歴史
2015年11月11日、HPEはHP Inc.とともに、1939年創業のヒューレット・パッカードより分割されて誕生した。
ヒューレット・パッカード分割の前年度の収入は、HPEに当たる事業がUS$530億で、HP Inc.に当たる事業がUS$573億であった。HPEの初代の社長は、分割前のヒューレット・パッカードの社長であったメグ・ホイットマンである。
2016年8月にハイパフォーマンスコンピューティングの会社シリコングラフィックスの買収を発表し、11月1日に買収を完了した。買収価格は2億7500万ドルであった。
2016年5月、企業向けITサービス部門Hewlett Packard Enterprise Servicesを切り離し、コンピュータ・サイエンシズ・コーポレーションと統合させることを発表。2017年4月3日、経営統合が完了し、新会社DXCテクノロジーが発足。
2016年9月、非中核ソフトウェア事業を切り離し、マイクロフォーカスと統合させることを発表。2017年9月1日、統合完了。この時点で、マイクロフォーカスの株の50.1%はHPEとその株主が保有することになる。
2017年1月、OmniCube ハイパーコンヴァージド・インフラストラクチャ製品を開発するデータ管理プラットフォームSimpliVityを6億5千万ドルで買収した。。
2017年4月、フラッシュ・ストレージの製造企業Nimble Storage Incの買収を完了した。買収金額は12億ドルであった。
2018年2月1日、メグ・ホイットマンが社長兼CEOから退任し、Antonio Neriが新たに就任した。
2018年6月、GreenLake Hybrid Cloudと呼ばれるハイブリッド・クラウドサービスを開始した。これは、HPEのOneSphereクラウド・マネジメントSaaSに組み込まれて提供される。GreenLake Hybrid Cloudはクラウド・マネジメント、コスト・コントロール、およびコンプライアンス・コントロールの機能を持ち、AWSやMicrosoft Azure上で走らせることができる。
2019年5月、スーパーコンピュータ製造会社のクレイを13億ドル（または1株あたり35ドル）で買収することを発表した。2019年9月25日、買収額14億ドルで買収を完了した。
2020年12月1日、HPEはテキサス州ヒューストンへ本社を移転することを発表した。既にヒューストンの拠点は、同社のアメリカ国内の拠点の中で最も雇用数が多い状態となっていた。カリフォルニア州のベイエリアに点在する多数の拠点はサンノゼに集約する。
2024年1月、HPEはJuniper Networksを140億ドル（1株あたり40ドル）で買収する契約を締結したと発表した。しかし、2025年1月に米司法省がHPEによるJuniper Networks買収を阻止しようと提訴を行なった。2025年6月に米司法省が買収を承認し、2025年7月に買収が完了した。

## 製品
- Intelligent Edge: ProCurve, 3Com, Aruba Networks.
- Hybrid IT: HPE 3PAR, Nimble Storage, HP XP, HPE GreenLake Hybrid Cloud, ProLiant, Edgeline, HPE Integrity Servers, NonStop, HPE Superdome, Apollo (High-Performance Computing), Cloudline, Synergy, Simplivity (HyperConvergence), OneView, OneSphere, Communications & Media Solutions
- HPE Server: en:ProLiant, Synergy, Cloudline, Edgeline, en:HPE Integrity Servers, NonStop, HPE Superdome, Apollo (High-Performance Computing), Simplivity (HyperConvergence)
- HPE Networking: en:Aruba Networks, en:Silver Peak Systems
- HPE Storage: en:HPE 3PAR, en:StoreOnce, en:StoreEver, en:Nimble Storage, en:HP XP, HPE GreenLake Hybrid Cloud

## 事業部門
- Intelligent Edge – 売上の10.1%（2018年） – ネットワークセキュリティのためのプラットフォーム
- Hybrid IT – 売上の83.3%（2018年） – コンピュータ、ストレージ、ネットワーク、ITサービスのためのプラットフォーム
- Financial Services – 売上の7.8%（2018年） – DX推進のための投資戦略

### 過去の事業
HPE Services – ITサービス（現：DXCテクノロジー）

## 買収した企業の一覧
| 企業名                        | 買収日         | 業態                             | 国籍         | 価格  |
| ----------------------------- | -------------- | -------------------------------- | ------------ | ----- |
| en:Aruba Networks             | 2015年11月1日  | Network Hardware & Software      | US           | $2.7B |
| シリコングラフィックス（SGI） | 2016年11月1日  | Hardware & Software              | US           | $275M |
| en:SimpliVity                 | 2017年1月17日  | Hyperconverged Infrastructure    | US           | $650M |
| en:Niara                      | 2017年2月1日   | Network Security                 | US           | N/A   |
| en:Nimble Storage             | 2017年4月17日  | Storage                          | US           | $1.2B |
| en:Cloud Technology Partners  | 2017年9月5日   | Cloud Services                   | US           | N/A   |
| en:Cape Networks              | 2018年3月27日  | Network Security                 | South Africa | N/A   |
| en:RedPixie                   | 2018年4月10日  | Cloud Consulting                 | UK           | N/A   |
| en:Plexxi                     | 2018年5月15日  | Software-Defined Networking      | US           | N/A   |
| en:BlueData                   | 2018年11月27日 | Software                         | US           | N/A   |
| クレイ                        | 2019年9月25日  | High-Performance Computing (HPC) | US           | $1.4B |
| en:Silver Peak Systems        | 2020年9月21日  | Network Hardware & Software      | US           | $925M |